# Битолски конгрес на ВМОРО (1906)
Битолският окръжен конгрес на ВМОРО от октомври 1906 година е свикан в Битоля, но поради непълния брой присъстващи делегати е наречен съвещателен. Като такъв основно се занимава с критика на съществуващия правилник от Рилския конгрес и приканва околийските ръководства да изкажат мнение върху недостатъците му. Секретар на конгреса е Стефан Аврамов, а Петър Нейчев – касиер.
Още в средата на юли 1906 година в Охридския революционен район се провежда конгрес, след който е изпратено съобщение до легалните и нелегалните дейци в района да събират данъци и такси, за избора на Петър Чаулев за околийски войвода, а за негови помощници – Деян Димитров и Лазар Цириов и други.
Осуетяването на общия конгрес в Битоля от 1906 година принуждава Битолския революционен окръг да премине към подготовка на нов такъв през 1907 година. За кандидати на окръжното управление, контролна комисия и окръжен ревизор са предложени легалните дейци Наум Темчев, Тома Кърчов, Петър Нечов, Никола Стойков, Милан Матов, Евгени Попсимеонов, Недялко Дамчев, Христо Ангелов, Михаил Джеров, Ал. Алтипамарков, Драган Зографов и Дамян Илиев, и нелегалните лица Пандо Кляшев, Павел Христов, Петър Ацев, Иван Наумов, Гиче Стрезов и Митре Панджаров. За кандидати за делегати в общия редовен конгрес са посочени Борис Сарафов, Даме Груев, Пере Тошев, Гьорче Петров, Лука Джеров, Гиче Стрезов, Анастас Лозанчев, Аце Дорев, Васил Чекаларов, Христо Татарчев, Петър Ацев, Георги Попхристов, Михаил Чаков, Иван Гарванов, Владимир Руменов, Тодор Златков, Тасо Робев, Евтим Спространов, Константин Ципушев и Александър Чакъров. В крайна сметка за членове на Окръжния комитет са избрани Пандо Кляшев и Петър Ацев, за ревизор – Павел Христов, за финансов контрол – Митре Панджаров, за делегати на общия конгрес Борис Сарафов, Дамян Груев, Петър Тошев, Гьорче Петров, Лука Джеров, Аце Дорев, Георги Попхристов, Владимир Руменов, Тодор Златков и Христо Татарчев.